# Bulgarian International 1995
Die Bulgarian International 1995 im Badminton fanden vom 27. bis zum 29. Oktober 1995 in Sofia statt. Mit einem Preisgeld von 15.000 US-Dollar wurde das Turnier als 1-Sterne-Turnier in der Grand-Prix-Wertung eingestuft.

## Medaillengewinner
| Disziplin    | Gold                                      | Silber                              | Bronze                            |
| ------------ | ----------------------------------------- | ----------------------------------- | --------------------------------- |
| Herreneinzel | Anders Nielsen                            | Kevin Han                           | Pierre Pelupessy                  |
| Herreneinzel | Anders Nielsen                            | Kevin Han                           | Hannes Fuchs                      |
| Dameneinzel  | Elena Nozdran                             | Vlada Chernyavskaya                 | Neli Nedjalkova                   |
| Dameneinzel  | Elena Nozdran                             | Vlada Chernyavskaya                 | Natalja Esipenko                  |
| Herrendoppel | Kevin Han Thomas Reidy                    | Mikael Segercrantz Tony Tuominen    | Mihail Popov Svetoslav Stoyanov   |
| Herrendoppel | Kevin Han Thomas Reidy                    | Mikael Segercrantz Tony Tuominen    | Mikhail Korshuk Vitaliy Shmakov   |
| Damendoppel  | Diana Koleva Neli Nedjalkova              | Silvia Albrecht Santi Wibowo        | Andrea Dakó Adrienn Kocsis        |
| Damendoppel  | Diana Koleva Neli Nedjalkova              | Silvia Albrecht Santi Wibowo        | Viktoria Evtushenko Elena Nozdran |
| Mixed        | Vladislav Druzchenko Victoria Evtuschenko | Vitaliy Shmakov Vlada Chernyavskaya | Vadim Itskov Elena Sukhareva      |
| Mixed        | Vladislav Druzchenko Victoria Evtuschenko | Vitaliy Shmakov Vlada Chernyavskaya | Manuel Dubrulle Virginie Delvingt |

## Finalergebnisse
| Disziplin    | Sieger                                    | Finalist                            | Ergebnis    |
| ------------ | ----------------------------------------- | ----------------------------------- | ----------- |
| Herreneinzel | Anders Nielsen                            | Kevin Han                           | 15–9, 15–4  |
| Dameneinzel  | Elena Nozdran                             | Vlada Chernyavskaya                 | 11–8, 11–2  |
| Herrendoppel | Kevin Han Thomas Reidy                    | Mikael Segercrantz Tony Tuominen    | 15–9, 15–11 |
| Damendoppel  | Diana Koleva Neli Nedjalkova              | Silvia Albrecht Santi Wibowo        | 15–7, 15–5  |
| Mixed        | Vladislav Druzchenko Victoria Evtuschenko | Vitaliy Shmakov Vlada Chernyavskaya | 17–15, 15–7 |